# Gustavo Adolfo Ramos Ferreira
Gustavo Adolfo Ramos Ferreira (? — ?) foi um político brasileiro.
Foi 1º vice-presidente da província do Amazonas, nomeado por carta imperial de 4 de maio de 1866, de 24 de junho a 7 de novembro de 1866.